# 11-я танковая армия СС
11-я танковая армия СС (нем. 11. SS-Panzerarmee) — оперативное объединение войск СС нацистской Германии периода Второй мировой войны.
Штаб 11-й танковой армии СС был создан в феврале 1945 года. Он был создан из личного состава штаба группы армий «Висла». Основой армии стал 3-й танковый корпус СС и ряд других оставшихся армейских частей. Подразделения армии сосредоточивались в районе северо-восточнее Берлина, перейдя в подчинение армии резерва.
16 февраля 1945 года части 11-й танковой армии СС нанесли удар по северному флангу 1-го Белорусского фронта, деблокировав окружённый гарнизон города Арнсвальде. Вскоре наступление 11-й танковой армии было остановлено превосходящими силами Красной Армии. После этого, части армии вынуждены были отступать. В марте части 11-й танковой армии были вытеснены за Одер. В апреле из армии для усиления различных участков обороны Берлина стали изыматься остатки моторизованных дивизий СС «Хорст Вессель» и части дивизии «Нордланд». Остальная часть армии группировалась неподалёку от города Эберсвальде. 21 апреля 1945 года Гитлер приказал 11-й танковой армии СС перейти в наступление. В ответ на это командующий армией СС — обергруппенфюрер и генерал войск СС Штайнер сообщил, что является «генералом без армии». В ответ Гитлер распорядился передать армии пополнение, из которого в штаб армии прибыло всего 5000 человек наземного персонала ВВС и небольшие подразделения фольксштурма и гитлерюгенда. Однако, Штайнер проигнорировал приказ Гитлера, учитывая бесперспективность наступления. 23 апреля Штайнер был смещён с поста командующего армией и заменён армейским генералом. Несмотря на это, Штайнер фактически оставался во главе армии до капитуляции.

## Состав

### Февраль 1945
- Корпусная группа «Теттау»[~ 1]
  - Кёслин
  - Барвальде
- 10-й армейский корпус СС
  - 5-я лёгкая пехотная дивизия
  - 402-я дивизия
- Мунцельская корпусная группа
  - Моторизованная дивизия «Фюрер»
  - Дивизия сопровождения фюрера
- 3-й танковый корпус СС
  - 281-я пехотная дивизия
  - 23-я добровольческая моторизованная дивизия СС «Недерланд» (1-я голландская)
  - Дивизия «Войгт»
  - 11-я добровольческая моторизованная дивизия СС «Нордланд»
  - 27-я добровольческая пехотная дивизия СС «Лангемарк» (1-я фламандская)
- 39-й танковый корпус
  - 4-я полицейская моторизованная дивизия СС
  - 10-я танковая дивизия СС «Фрундсберг»
  - 28-я добровольческая пехотная дивизия СС «Валлония» (1-я валлонская)
  - Танковая дивизия «Гольштейн»
- Штаб, корпусного уровня полевое командование:
  - Швайнемюндский укреплённый район
  - Дивизия «Денеке»
  - 9-я парашютная дивизия
- Части прямого подчинения
  - 163-я пехотная дивизия

## Командующий армией
Обергруппенфюрер СС и генерал войск СС Феликс Штайнер.